# Рубен III
Рубен III (вірм. Ռուբեն Գ) (1145 — 6 травня 1187) — вірменський князь із династії Рубенідів, восьмий інкнакал (володар) Вірменської Кілікії і тагавор айоц (король вірменський).

## Життєпис

### Походження
Народився 1145 року в монастирі Дразарк. Батько Стефан із роду Рубенідів, був убитий візантійцями. Мати Рита з роду Хетумідів. Після смерті батька виховувався братом матері

### Правління
Після смерті Млеха влада в Кілікії перейшла не до прямих нащадків, а до його племінника Рубена III, сина вбитого візантійцями Стефана. Одночасно 1175 року Мануїл Комнін, скориставшись смертю Млеха, здійснив останню спробу заволодіти Кілікією. Для підкорення вірменського правителя імператор відрядив армію на чолі зі своїм родичем, Ісаком Комніном. Однак у Кілікії візантійський воєначальник, зазнавши низки поразок, був ув'язнений Рубеном. Перебуваючи у вірменському полоні Ісак Компін одружився з дочкою Тороса II, після чого 1182 року був виданий князю Антіохії.
Рубен III, будучи гарним правителем, приділяв багато часу культурному життю країни. За його правління було збудовано безліч монастирів і церков.
Розбивши й остаточно вигнавши візантійців із країни, Рубен, занепокоєний можливою загрозою з боку мусульманських правителів територій, що межували з його державою, пішов на союз із латинянами. Щоб зміцнити цей союз, 1181 року він одружився з франкською принцесою Ізабель де Торон. Одразу після цього, ведучи свої війська на Ламброн, він вирішив підкорити рід Хетумідів. Проте планам вірменського правителя не судилось реалізуватись, похід Рубена III, також як і похід його попередника, Млеха, виявився невдалим. Приблизно у той же час погіршились відносини з князем Антіохії Боемундом III. Останній, скориставшись зрадою в оточенні вірменського князя, взяв того в полон. Звільнити Рубена Боемунд погодився лише за низку територіальних поступок на користь Антіохії. Згодом вірменський правитель без особливих зусиль повернув втрачені області, які Антіохія вже була неспроможною захистити

### Смерть
Відчуваючи наближення смерті, Рубен, давши низку порад і наказів з управління країною, відмовився від престолу на користь свого брата Левона II. Оскільки у Рубена були дочки й не було сина, який міг би стати спадкоємцем, щоб країною не правили іноземці, одним із розпоряджень брату, дав жорсткий наказ не видавати його дочок заміж за іноземців. Залишивши трон, Рубен виїхав до монастиря Дразарк, де 6 травня 1187 року й помер

## Родина
- Дружина Ізабель де Торон
  - Дочки:
    - Аліса
    - Філіпа